# ポランスキーの 欲望の館
『ポランスキーの 欲望の館』（ポランスキーの よくぼうのやかた、Che?）は、1972年のイタリア・フランス・西ドイツのコメディ映画。監督・脚本はロマン・ポランスキー、出演はマルチェロ・マストロヤンニ、シドニー・ローム、ヒュー・グリフィスなど。
日本では劇場未公開でビデオスルーされた。

## キャスト
- アレックス: マルチェロ・マストロヤンニ
- ナンシー: シドニー・ローム
- ジョセフ: ヒュー・グリフィス
- 司祭: グイド・アルベルティ（英語版）
- モスキート: ロマン・ポランスキー

## 製作
撮影はプロデューサーのカルロ・ポンティが所有するイタリアのアマルフィの別荘で行われた。一部のアクションは即興で行われた。